# 未来玲可
未来 玲可（みく れいか、英語表記: Miku leika、1983年12月12日 - ）は、日本の元歌手。東京都出身。

## 人物
1998年、14歳の時に小室哲哉・久保こーじ共同プロデュースによるシングル「海とあなたの物語」でデビュー。
同曲は月9枠の連続ドラマ『じんべえ』の主題歌となり、30万枚以上のセールスを記録。
デビュー当時は小室と永山耕三が1年間暖めていた「最初は注目されなくてもドラマとの相乗効果をだす」コンセプトと未来の通っていた学校の方針から、メディア出演やキャンペーンを一切行わず、同ドラマで松たか子の役名が「美久」（みく）であることや、声質が似ていることから、未来玲可とは松の変名ではないかとの噂があった。
同年12月4日に『ミュージックステーション』に初出演、そして1999年元日に放送された「TK SPARK COM SP」が最後のテレビ出演となった。その後、アルバム「海とあなたの物語たち」をリリースしたのち、公式な発表もないままフェイドアウトする形で引退。引退の理由については「在学中の学校が芸能活動に対して厳しかった」「学業に専念したいとの本人の意向で引退した」「ミュージックステーションで極度の緊張から声が上ずったり音程を外すなど惨憺たる結果となった為、今後の音楽活動に対して自信を失ってしまった」等諸説乱れ飛んだが、現在に至るまでその引退の理由は明らかになっていない。デビューから引退まで、実質的にわずか4カ月程度という短期間の活動に終わっている。
1999年1月にも引き続き小室プロデュースによる2ndシングルがリリース予定であったが発売中止になった。予定されていた楽曲はアルバム『海とあなたの物語たち』に収録される。
一部では既に結婚、出産したとの記述も一部SNS等で見られるが、本人が引退後一切メディアや公の場に姿を見せないため、引退後の動向や消息については一切不明である。

## ディスコグラフィー
シングル
- 海とあなたの物語（1998年11月4日） - フジテレビ系ドラマ『じんべえ』主題歌

アルバム
- 海とあなたの物語たち（1999年3月17日）